# We Don't Care Anymore
We Don't Care Anymore è il terzo singolo della band indie rock Story of the Year. Il brano è contenuto nell'album In the Wake of Determination ed è la prima traccia ad essere estratta dal disco, uscito nell'ottobre del 2005.